# Elżbieta Kocwa
Elżbieta Kocwa z domu Bargiel (ur. 1 czerwca 1918, zm. 26 grudnia 2011) – polska ekolożka, mikrobiolożka i inżynier środowiska, profesor nauk przyrodniczych, wykładowczyni akademicka, w latach 1970–1992 kierowniczka Zespołu i Zakładu Biologii Sanitarnej Politechniki Krakowskiej, autorka kilkudziesięciu publikacji naukowych.

## Życiorys
Urodziła się 1 czerwca 1918 roku.
Od 1950 roku pracowała w Zakładzie Mikrobiologii Technicznej Instytutu Przemysłu Fermentacyjnego, Zakładzie Mikrobiologii Lekarskiej oraz Zakładzie Mikrobiologii Farmaceutycznej Akademii Medycznej w Krakowie. W 1960 roku uzyskała stopień doktora farmacji. Habilitowała się w 1966 roku. W 1967 roku podjęła pracę naukową na Politechnice Krakowskiej. W 1975 roku otrzymała tytuł profesora nauk przyrodniczych.
W 1970 roku objęła kierownictwo Zespołu Biologii Sanitarnej Instytutu Inżynierii Sanitarnej Politechniki Krakowskiej, przekształconego następnie w 1992 roku w Zakład Biologii Sanitarnej przy Instytucie Zaopatrzenia w Wodę i Ochrony Środowiska. Była kierownikiem tegoż zakładu do 1992 roku (wówczas kierownictwo Zakładu objęła jej córka, Renata Kocwa-Haluch). Przeszła na emeryturę w 1999.
Opublikowała ponad sześćdziesiąt prac naukowych, w tym kilka książek. Wśród jej zainteresowań badawczych były: produkcja spirytusu i rozpuszczalników organicznych, rozkład związków fenolowych przez drożdżaki, zanieczyszczenia i zagrożenia sanitarne wód oraz powietrza przy oczyszczalniach ścieków. Elżbieta Kocwa opracowała kultury drożdży O11 stosowane przez gorzelnie polskie od 1953 roku, utworzyła kolekcję drożdżaków rozkładających fenole, opracowała szereg mikrometod metabolicznych do oznaczania cech biochemicznych bakterii (włączonych do amerykańskiego podręcznika Miniaturized Microbiological Methods).
Wyszła za mąż za Aleksandra Kocwę, z którym miała dwie córki: Renatę i Jolantę.
Zmarła 26 grudnia 2011 roku. Została pochowana na Cmentarzu Rakowickim w Krakowie, w grobowcu rodzinnym.

## Publikacje książkowe
- Mikrobiologia i hydrobiologia
- Biologia w ochronie zdrowia i Środowiska
- Ćwiczenia z mikrobiologii ogólnej dla wyższych szkół technicznych (skrypt)